# Millardia kathleenae
Millardia kathleenae es una especie de roedor de la familia Muridae.

## Distribución geográfica
Se encuentra sólo en Birmania.